# Saint-Laurs
Saint-Laurs est une commune française, située dans le département des Deux-Sèvres en région Nouvelle-Aquitaine.
Ses habitants sont appelés les Saint-Laurentins et Saint-Laurentines.

## Géographie

### Communes limitrophes
|                         | Le Busseau             | La Chapelle-Thireuil |
| Faymoreau               | Saint-Laurs            | Puihardy             |
| Saint-Maixent-de-Beugné | Coulonges-sur-l'Autize | Ardin                |

### Transports
La commune se trouvait sur une des lignes de Tramway des Deux-Sèvres dès 1904, la ligne Parthenay - Saint-Laurs.

### Géologie
Le sol contient un gisement de charbon, partie orientale du bassin houiller de Faymoreau. Les mines ont été concédées en 1840 et ont été fermées durant la Première Guerre mondiale.

### Climat
Pour des articles plus généraux, voir Climat de la Nouvelle-Aquitaine et Climat des Deux-Sèvres.
Historiquement, la commune est exposée à un climat océanique du nord-ouest.  
En 2020, Météo-France publie une typologie des climats de la France métropolitaine dans laquelle la commune est exposée à un climat océanique et est dans la région climatique  Poitou-Charentes, caractérisée par un bon ensoleillement, particulièrement en été et des vents modérés.
Pour la période 1971-2000, la température annuelle moyenne est de 11,9 °C, avec une amplitude thermique annuelle de 14,4 °C. Le cumul annuel moyen de précipitations est de 867 mm, avec 12,2 jours de précipitations en janvier et 7,1 jours en juillet. Pour la période 1991-2020, la température moyenne annuelle observée sur la station météorologique la plus proche, située sur la commune de Scillé à 8,66 km à vol d'oiseau, est de 12,1 °C et le cumul annuel moyen de précipitations est de 954,6 mm,. Pour l'avenir, les paramètres climatiques de la commune estimés pour 2050 selon différents scénarios d’émission de gaz à effet de serre sont consultables sur un site dédié publié par Météo-France en novembre 2022.

## Urbanisme

### Typologie
Au 1er janvier 2024, Saint-Laurs est catégorisée commune rurale à habitat dispersé, selon la nouvelle grille communale de densité à sept niveaux définie par l'Insee en 2022.
Elle est située hors unité urbaine. Par ailleurs la commune fait partie de l'aire d'attraction de Niort, dont elle est une commune de la couronne,. Cette aire, qui regroupe 91 communes, est catégorisée dans les aires de 50 000 à moins de 200 000 habitants,.

### Occupation des sols
L'occupation des sols de la commune, telle qu'elle ressort de la base de données européenne d’occupation biophysique des sols Corine Land Cover (CLC), est marquée par l'importance des territoires agricoles (90 % en 2018), une proportion sensiblement équivalente à celle de 1990 (90,4 %). La répartition détaillée en 2018 est la suivante : 
terres arables (58,2 %), zones agricoles hétérogènes (16 %), prairies (15,8 %), zones urbanisées (9,1 %), forêts (0,9 %). L'évolution de l’occupation des sols de la commune et de ses infrastructures peut être observée sur les différentes représentations cartographiques du territoire : la carte de Cassini (XVIIIe siècle), la carte d'état-major (1820-1866) et les cartes ou photos aériennes de l'IGN pour la période actuelle (1950 à aujourd'hui).

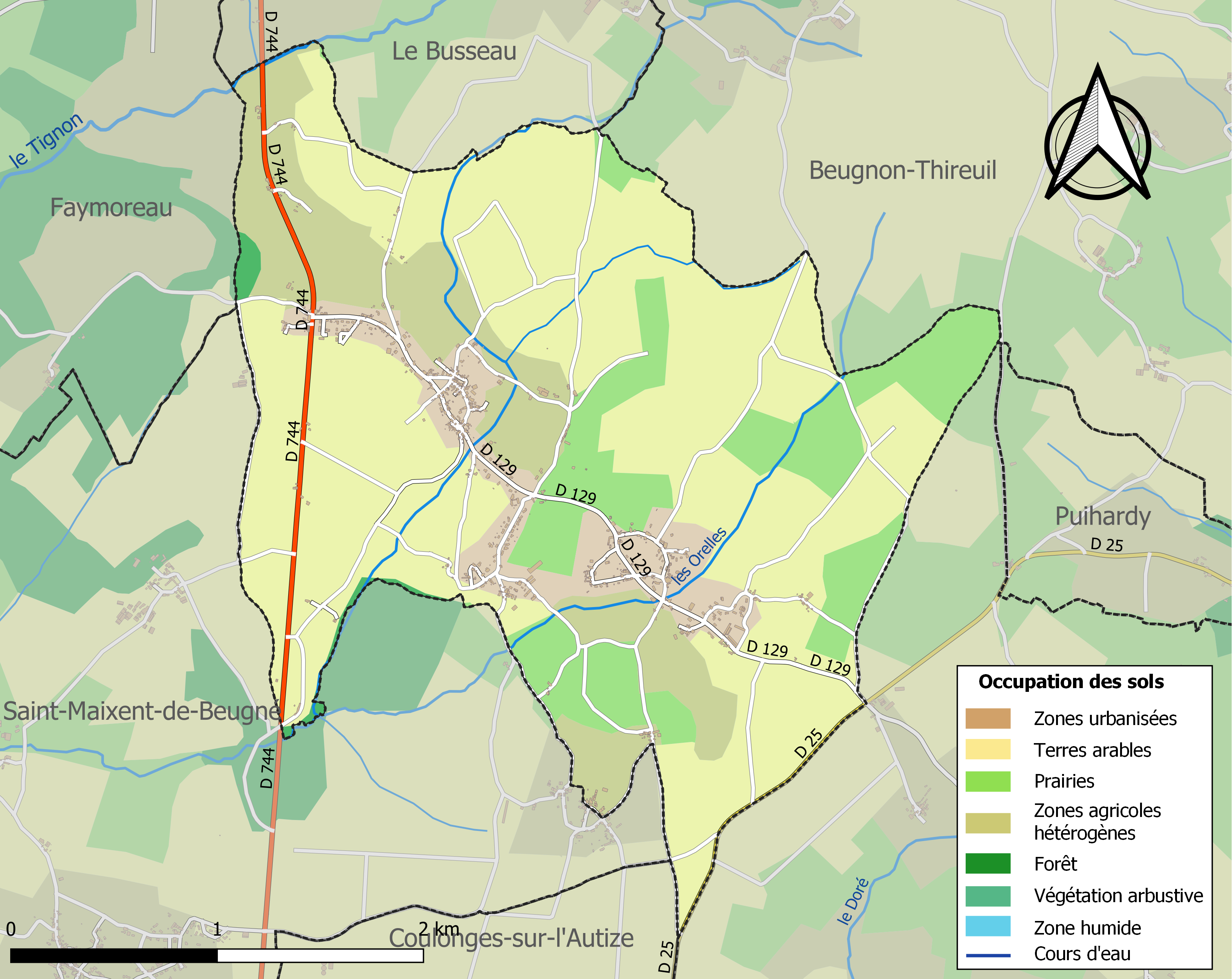
Carte des infrastructures et de l'occupation des sols de la commune en 2018 (CLC).

### Risques majeurs
Le territoire de la commune de Saint-Laurs est vulnérable à différents aléas naturels : météorologiques (tempête, orage, neige, grand froid, canicule ou sécheresse), inondations, mouvements de terrains et séisme (sismicité modérée). Il est également exposé à un risque technologique,  le transport de matières dangereuses, et à deux risques particuliers : le risque minier et le risque de radon. Un site publié par le BRGM permet d'évaluer simplement et rapidement les risques d'un bien localisé soit par son adresse soit par le numéro de sa parcelle.

#### Risques naturels
Certaines parties du territoire communal sont susceptibles d’être affectées par le risque d’inondation par débordement de cours d'eau, notamment le Tignon. La commune a été reconnue en état de catastrophe naturelle au titre des dommages causés par les inondations et coulées de boue survenues en 1982, 1983, 1999 et 2010,.

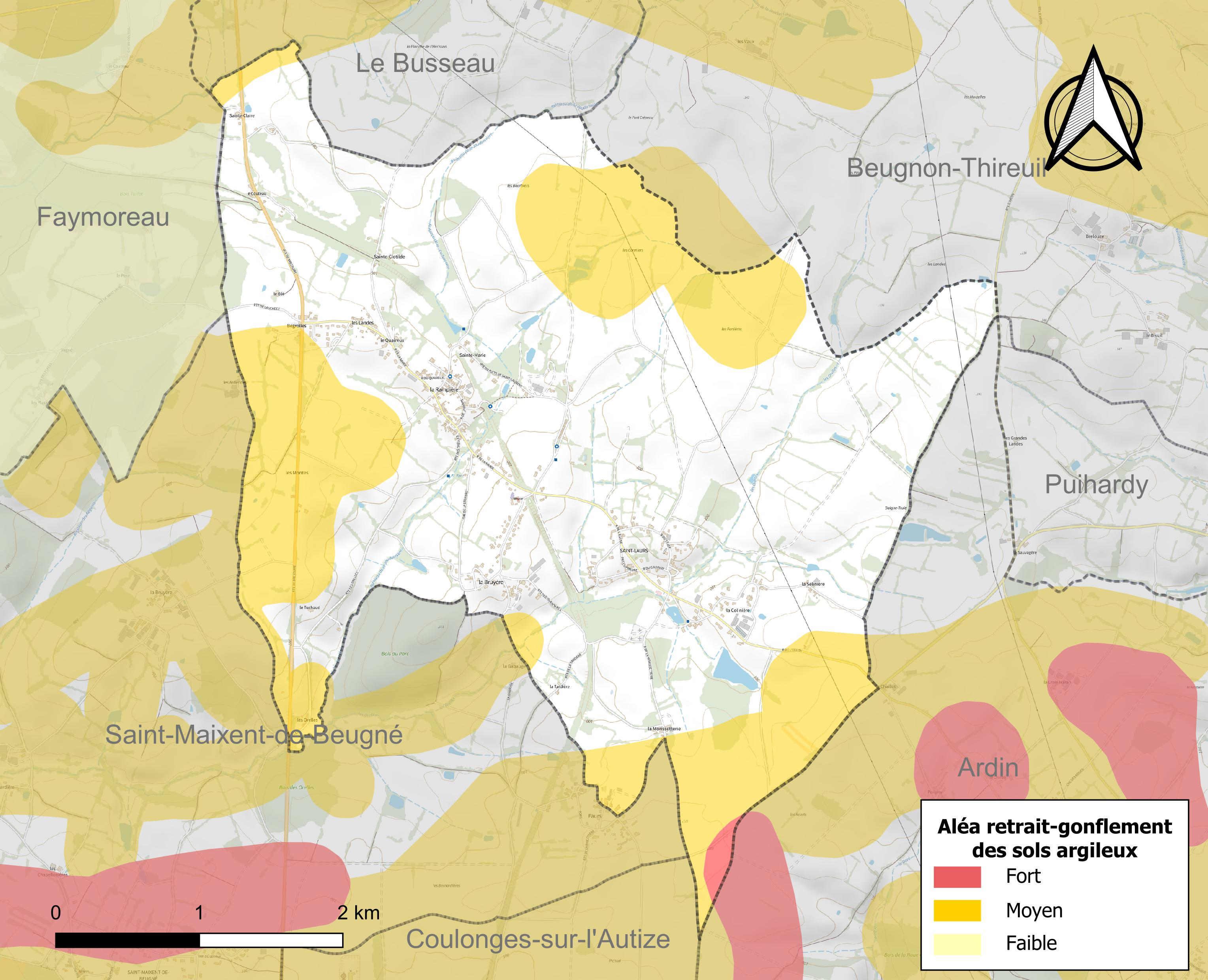
Carte des zones d'aléa retrait-gonflement des sols argileux de Saint-Laurs.

Les mouvements de terrains susceptibles de se produire sur la commune sont des mouvements de terrains, notamment des tassements différentiels. Le retrait-gonflement des sols argileux est susceptible d'engendrer des dommages importants aux bâtiments en cas d’alternance de périodes de sécheresse et de pluie. 26,8 % de la superficie communale est en aléa moyen ou fort (54,9 % au niveau départemental et 48,5 % au niveau national). Depuis le 1er octobre 2020, en application de la loi ELAN, différentes contraintes s'imposent aux vendeurs, maîtres d'ouvrages ou constructeurs de biens situés dans une zone classée en aléa moyen ou fort,.
La commune a été reconnue en état de catastrophe naturelle au titre des dommages causés par des mouvements de terrain en 1999 et 2010.

#### Risques particuliers
Un site de l'ancien bassin minier de Faymoreau est situé sur la commune. Ce bassin concerne six anciennes concessions de houille et une concession de schistes bitumineux exploitées au cours d’une période s’étalant de 1827 à 1958. La commune est dès lors concernée par le risque minier, principalement lié à l’évolution des cavités souterraines laissées à l’abandon et sans entretien après l’exploitation de ces mines.
Dans plusieurs parties du territoire national, le radon, accumulé dans certains logements ou autres locaux, peut constituer une source significative d’exposition de la population aux rayonnements ionisants. Selon la classification de 2018, la commune de Saint-Laurs est classée en zone 3, à savoir zone à potentiel radon significatif.

## Histoire
Dans la première mention du bourg, au milieu du XIe siècle, 1053 - 1079, le nom est abrégé, "Sanctus Laurus" au lieu de "Sanctus Laurentius", et même si on trouve en 1102 la forme "Saint-Laurent près du Busseau", c'est la forme abrégée qui l'emportera, Saint-Lors puis Saint-Laurs.
Un collier en or, datant du début de l'âge du bronze, vers 2000-1900 avant Jésus-Christ, fut trouvé dans la commune. Ce collier d'homme, l'un des premiers Ors en France, repose aujourd'hui au musée du donjon à Niort.
L'histoire contemporaine de la commune est marquée par l'exploitation du bassin houiller de Faymoreau.

Les puits de houille de Saint-Laurs
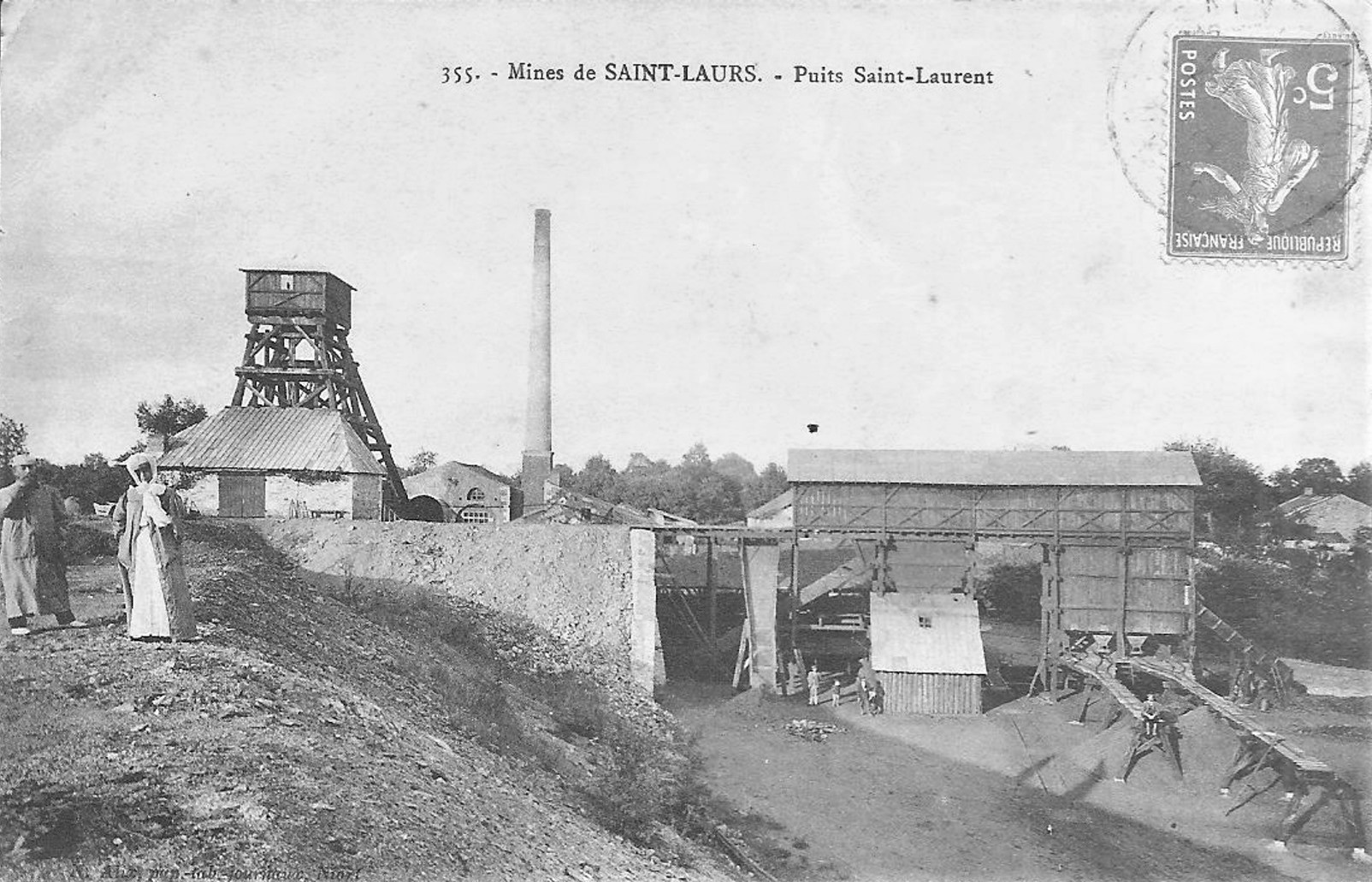
Puits Saint-Laurent.
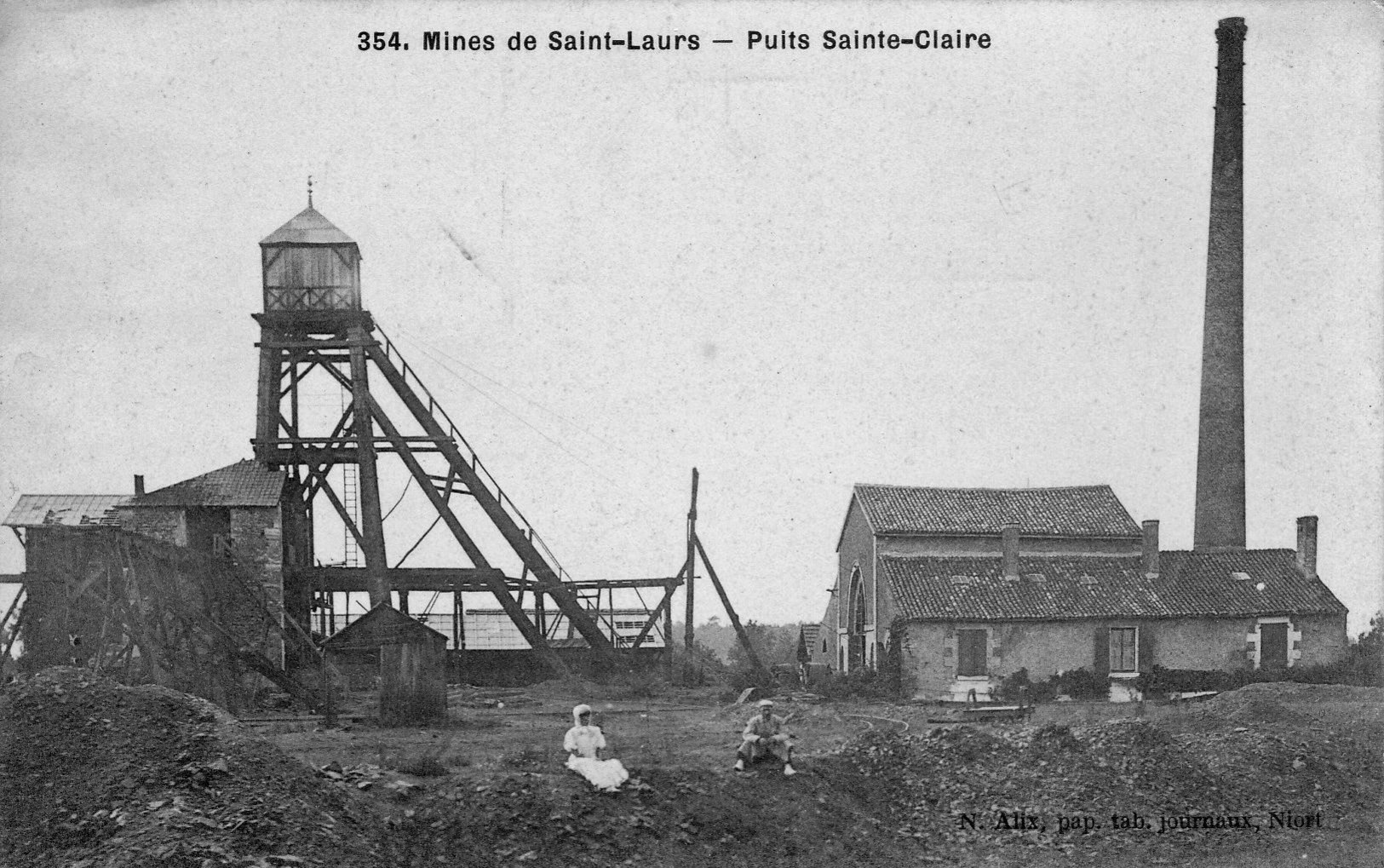
Puits Sainte-Claire.
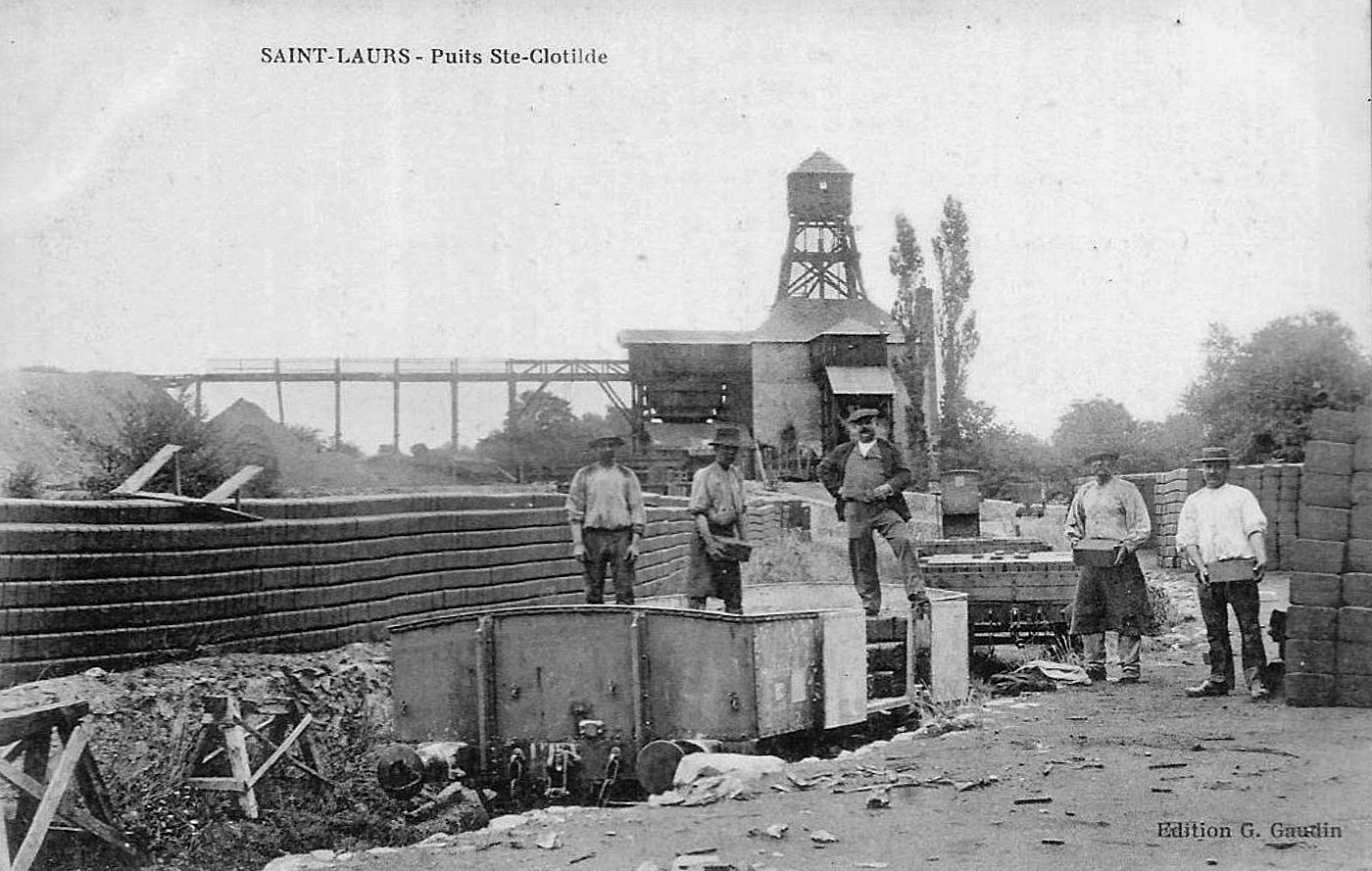
Puits Sainte-Clotilde.

## Politique et administration
| Période                                  | Période  | Identité         | Étiquette | Qualité |
| ---------------------------------------- | -------- | ---------------- | --------- | ------- |
| Les données manquantes sont à compléter. |          |                  |           |         |
| 1959                                     | 1963     | Roger Aubrit     |           |         |
| 1963                                     | 2001     | Serge Gaudin     |           |         |
| 2001                                     | 2020     | Gilles Bouju     |           |         |
| 2020                                     | En cours | Gwénaël Debordes |           |         |

## Démographie
À partir du XXIe siècle, les recensements réels des communes de moins de 10 000 habitants ont lieu tous les cinq ans. Pour Saint-Laurs, cela correspond à 2005, 2010, 2015, etc. Les autres dates de « recensements » (2006, 2009, etc.) sont des estimations légales.
L'évolution du nombre d'habitants est connue à travers les recensements de la population effectués dans la commune depuis 1793. Pour les communes de moins de 10 000 habitants, une enquête de recensement portant sur toute la population est réalisée tous les cinq ans, les populations de référence des années intermédiaires étant quant à elles estimées par interpolation ou extrapolation. Pour la commune, le premier recensement exhaustif entrant dans le cadre du nouveau dispositif a été réalisé en 2005.

En 2022, la commune comptait 614 habitants, en évolution de +8,29 % par rapport à 2016 (Deux-Sèvres : +0,18 %, France hors Mayotte : +2,11 %).
| 1793 | 1800 | 1806 | 1821 | 1831 | 1836 | 1841 | 1846 | 1851 |
| ---- | ---- | ---- | ---- | ---- | ---- | ---- | ---- | ---- |
| 457  | 517  | 526  | 549  | 620  | 579  | 687  | 835  | 906  |

| 1856 | 1861 | 1866  | 1872  | 1876  | 1881  | 1886  | 1891  | 1896  |
| ---- | ---- | ----- | ----- | ----- | ----- | ----- | ----- | ----- |
| 989  | 972  | 1 018 | 1 049 | 1 142 | 1 212 | 1 206 | 1 266 | 1 228 |

| 1901  | 1906  | 1911  | 1921 | 1926 | 1931 | 1936 | 1946 | 1954 |
| ----- | ----- | ----- | ---- | ---- | ---- | ---- | ---- | ---- |
| 1 253 | 1 315 | 1 238 | 937  | 883  | 863  | 844  | 801  | 732  |

| 1962 | 1968 | 1975 | 1982 | 1990 | 1999 | 2005 | 2006 | 2010 |
| ---- | ---- | ---- | ---- | ---- | ---- | ---- | ---- | ---- |
| 582  | 533  | 504  | 472  | 452  | 448  | 466  | 466  | 533  |

| 2015 | 2020 | 2022 | - | - | - | - | - | - |
| ---- | ---- | ---- | - | - | - | - | - | - |
| 561  | 610  | 614  | - | - | - | - | - | - |

## Culture locale et patrimoine

### Lieux et monuments
- L'église Saint-Laurent remonte au XIe siècle.
- Les sites protégés de Saint-Laurs sont la Mine de charbon de la Grande-Fontaine, les puits d'extraction Saint-Laurent, Sainte-Claire, Sainte-Clotilde et Sainte-Marie.

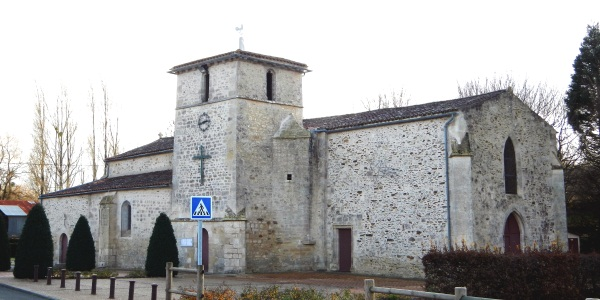
L'église Saint-Laurent.
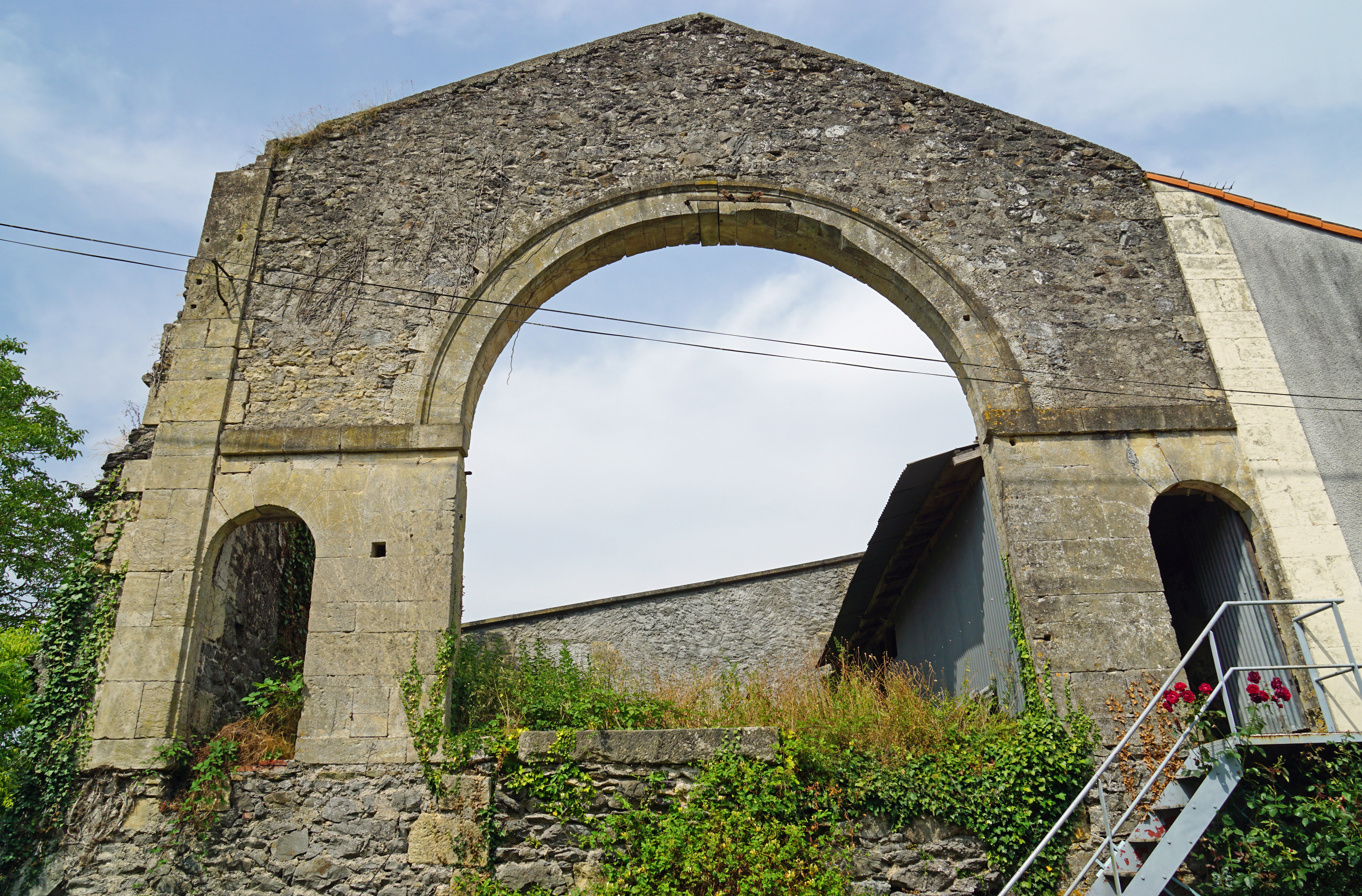
Ancien bâtiment de la machine d'extraction du puits Sainte-Claire.

### Personnalités liées à la commune
- Pierre Beaugrand (1910-1951), Compagnon de la Libération, né dans la commune.